# طرخشقون بسرابي
الطرخشقون البسرابي أو طَرَخْشَقون بِسَّرابْيا (باللاتينية: Taraxacum besarabicum) نوع نباتي يتبع جنس الطرخشقون من القبيلة الشيكورية التابعة للفصيلة النجمية. سمي نسبة إلى منطقة بيسارابيا
```
التاريخية بين 
أوكرانيا
 
ومولدوفا
.
```

## البيئة والانتشار
موطنه بلاد الشام والمغرب العربي وتركيا والبلقان وشرق أوروبا.